# Haywardozoon inarmatum
Haywardozoon inarmatum är en mossdjursart som först beskrevs av Hayward 1978.  Haywardozoon inarmatum ingår i släktet Haywardozoon och familjen Flustrellidridae. Inga underarter finns listade i Catalogue of Life.